# Pichon-Parat
Pichon-Parat war ein französischer Karosseriehersteller. Das Unternehmen war in Sens ansässig. 

## Unternehmensgeschichte
Gründer des Unternehmens warenBernard Pichon und André Parat.
Pichon-Parat entwickelte unter anderem eine Cabrioversion des Renault Frégate und Limousinen-Aufbauten für den Renault Dauphine. Es entstanden auch Limousinen für Salmson im Jahre 1955 und Cadillac im Jahre 1956 sowie zahlreiche Karosserieformen für die französischen Hersteller Peugeot, Panhard und Citroën. 
1957 stellte Pichon-Parat auf dem Chassis eines BMW 507 mit der Fahrgestellnummer 70.024 einen Sportwagen her. Der futuristische Entwurf des Fahrzeugs stammte von Raymond Loewy. Loewy und Pichon-Parat arbeiteten in der Folgezeit noch mehrfach zusammen, so bei einem Cadillac-Einzelstück, das Loewy für den eigenen Gebrauch gestaltet hatte, sowie 1963 bei zwei Prototypen für den finanziell angeschlagenen US-amerikanischen Automobilhersteller Studebaker auf Basis des Avanti.
Auch der Lancia Aurelia B20 Pichon-Parat ist ein Fahrzeug dieses Herstellers.
Letzte selbst gestaltete Modelle waren im Jahr 1965 Coupés und Cabriolets auf Basis des Citroën DS, zumeist auf gekürzten Chassis.

## Izoard Pichon-Parat von 1955
Der Izoard Pichon-Parat 4CV von 1955 war ein Sportwagen, den das Unternehmen auf Basis des Renault 4CV herstellte. Das Fahrzeug war ein zweitüriges Coupe und hatte Flügeltüren. Der Wagen wurde im Rennsport eingesetzt und erlangte dadurch einen gewissen Bekanntheitsgrad. Er startete bei verschiedenen Rallyes und auch bei der Mille Miglia im Jahr 1956.